# 5-HT4 receptor
5-HT4 receptor (5-hidroksitriptaminski receptor 4) je protein koji je kod ljudi kodiran  genom.
Ovaj gen je član familije serotoninskih receptora, koji su G protein spregnuti receptori koji stimulišu cAMP produkciju u responsu na vezivanje serotonina (5-hidroksitriptamina). To je glikolizirani transmembranski protein koji funkcioniše u perifernom i centralnom nervnom sistemu gde modulara otpuštanje raznih neurotransmitera. Postoji više transkriptnih varijanti koje kodiraju proteine sa distinktnim -terminalnim sekvencama.

## Lokacija
Receptor je lociran u alimentarnom traktu, mokraćnoj bešiki, srcu i nadbubrežnoj žlezdi, kao i u centralnom nervnom sistemu (CNS). On nije nađen u cerebelumu.

## Izoforme
Internalizacija je specifična za pojedine izoforme.

## Ligandi
Postoji nekoliko lekova kaji deluju na  kao selektivni agonisti. Oni se koriste u naučnim istraživanjima i kliničkoj medicini. Neki od lekova koji deluju kao  agonisti su isto tako aktivni kao  antagonisti, npr, mosaprid, metoclopramid, renzaprid i zacoprid. SB-207,145 radio obeležen sa ugljenikom-11 se koristi kao radioligand za  ispitivanja pozitronskom emisionom tomografijom na životinjama i u humanim ispitivanjima..
- Cisaprid
- Mosaprid
- Prukaloprid
- Renzaprid
- - parcijalni agonist
- - parcijalni agonist
- Tegaserod
- Zakoprid

### Antagonisti
- Piboserod
- (1-metil-1H-indol-3-karboksilna kiselina, [1-[2-[(metilsulfonil)amino]etil]-4-piperidinil]metil ester)[10]
- (1-[4-Amino-5-hloro-2-(3,5-dimetoksifenil)metiloksi]-3-[1-[2-metilsulfonilamino]piperidin-4-il]propan-1-on)
- ([Metoksi-11]1-butilpiperidin-4-jil)metil 4-amino-3-metoksibenzoat[11]

## Dodatna literatura
- Cecilie Löe Licht, Changes in the 5-HT4 receptor in animal models of depression and antidepressant treatment, PhD thesis, Faculty of Health Sciences, University of Copenhagen. Submitted 2008 October.
- Ullmer C, Schmuck K, Kalkman HO, Lübbert H (1995). „Expression of serotonin receptor mRNAs in blood vessels.”. FEBS Lett. 370 (3): 215—21. PMID 7656980. S2CID 9015835. doi:10.1016/0014-5793(95)00828-W.
- Blondel, O; Vandecasteele G; Gastineau M;  . (1997). „Molecular and functional characterization of a 5-HT4 receptor cloned from human atrium.” (PDF). FEBS Lett. 412 (3): 465—74. PMID 9276448. S2CID 23714426. doi:10.1016/S0014-5793(97)00820-X.[мртва веза]
- Van den Wyngaert I; Gommeren W; Verhasselt P;  . (1997). „Cloning and expression of a human serotonin 5-HT4 receptor cDNA.”. J. Neurochem. 69 (5): 1810—9. PMID 9349523. S2CID 25269904. doi:10.1046/j.1471-4159.1997.69051810.x.
- Claeysen, S; Faye P; Sebben M;  . (1997). „Cloning and expression of human 5-HT4S receptors. Effect of receptor density on their coupling to adenylyl cyclase.” (PDF). NeuroReport. 8 (15): 3189—96. PMID 9351641. S2CID 20624532. doi:10.1097/00001756-199710200-00002.
- Blondel, O; Gastineau M; Dahmoune Y;  . (1998). „Cloning, expression, and pharmacology of four human 5-hydroxytryptamine 4 receptor isoforms produced by alternative splicing in the carboxyl terminus.” (PDF). J. Neurochem. 70 (6): 2252—61. PMID 9603189. S2CID 24203530. doi:10.1046/j.1471-4159.1998.70062252.x. Архивирано из оригинала (PDF) 10. 06. 2023. г. Приступљено 29. 07. 2023.
- Cichon S, Kesper K, Propping P, Nöthen MM (1998). „Assignment of the human serotonin 4 receptor gene (HTR4) to the long arm of chromosome 5 (5q31-q33).”. Mol. Membr. Biol. 15 (2): 75—8. PMID 9724925. doi:10.3109/09687689809027521.
- Claeysen, S; Sebben M; Becamel C;  . (1999). „Novel brain-specific 5-HT4 receptor splice variants show marked constitutive activity: role of the C-terminal intracellular domain.”. Mol. Pharmacol. 55 (5): 910—20. PMID 10220570.
- Bender, E; Pindon A; van Oers I;  . (2000). „Structure of the human serotonin 5-HT4 receptor gene and cloning of a novel 5-HT4 splice variant.”. J. Neurochem. 74 (2): 478—89. PMID 10646498. S2CID 33817190. doi:10.1046/j.1471-4159.2000.740478.x.
- Mialet, J; Berque-Bestel I; Eftekhari P;  . (2000). „Isolation of the serotoninergic 5-HT4(e) receptor from human heart and comparative analysis of its pharmacological profile in C6-glial and CHO cell lines.”. Br. J. Pharmacol. 129 (4): 771—81. PMC 1571890 . PMID 10683202. doi:10.1038/sj.bjp.0703101.
- Bach, T; Syversveen T; Kvingedal, AM;  . (2001). „5HT4(a) and 5-HT4(b) receptors have nearly identical pharmacology and are both expressed in human atrium and ventricle.”. Naunyn Schmiedebergs Arch. Pharmacol. 363 (2): 146—60. PMID 11218067. S2CID 27504006. doi:10.1007/s002100000299.
- Medhurst, AD; Lezoualc'h F; Fischmeister R;  . (2001). „Quantitative mRNA analysis of five C-terminal splice variants of the human 5-HT4 receptor in the central nervous system by TaqMan real time RT-PCR.”. Brain Res. Mol. Brain Res. 90 (2): 125—34. PMID 11406291. doi:10.1016/S0169-328X(01)00095-X.
- Hiroi, T; Hayashi-Kobayashi N; Nagumo S;  . (2002). „Identification and characterization of the human serotonin-4 receptor gene promoter.”. Biochem. Biophys. Res. Commun. 289 (2): 337—44. PMID 11716477. doi:10.1006/bbrc.2001.5979.
- Vilaró MT, Doménech T, Palacios JM, Mengod G (2002). „Cloning and characterization of a novel human 5-HT4 receptor variant that lacks the alternatively spliced carboxy terminal exon. RT-PCR distribution in human brain and periphery of multiple 5-HT4 receptor variants.”. Neuropharmacology. 42 (1): 60—73. PMID 11750916. S2CID 23722311. doi:10.1016/S0028-3908(01)00154-X.
- López-Rodríguez ML; Murcia M; Benhamú B;  . (2002). „Computational model of the complex between GR113808 and the 5-HT4 receptor guided by site-directed mutagenesis and the crystal structure of rhodopsin.”. J. Comput. Aided Mol. Des. 15 (11): 1025—33. PMID 11989623. S2CID 23478175. doi:10.1023/A:1014895611874.
- Ohtsuki, T; Ishiguro H; Detera-Wadleigh SD;  . (2003). „Association between serotonin 4 receptor gene polymorphisms and bipolar disorder in Japanese case-control samples and the NIMH Genetics Initiative Bipolar Pedigrees.”. Mol. Psychiatry. 7 (9): 954—61. PMID 12399948. S2CID 21064320. doi:10.1038/sj.mp.4001133.
- Norum JH, Hart K, Levy FO (2003). „Ras-dependent ERK activation by the human G(s)-coupled serotonin receptors 5-HT4(b) and 5-HT7(a).”. J. Biol. Chem. 278 (5): 3098—104. PMID 12446729. doi:10.1074/jbc.M206237200 .
- Strausberg, RL; Feingold, EA; Grouse, LH;  . (2003). „Generation and initial analysis of more than 15,000 full-length human and mouse cDNA sequences.”. Proc. Natl. Acad. Sci. U.S.A. 99 (26): 16899—903. PMC 139241 . PMID 12477932. doi:10.1073/pnas.242603899 .
- Cartier, D; Lihrmann I; Parmentier F;  . (2003). „Overexpression of serotonin4 receptors in cisapride-responsive adrenocorticotropin-independent bilateral macronodular adrenal hyperplasia causing Cushing's syndrome.”. J. Clin. Endocrinol. Metab. 88 (1): 248—54. PMID 12519861. S2CID 40285098. doi:10.1210/jc.2002-021107.
- Manzke, T; Guenther U; Ponimaskin, EG;  . (2003). „5-HT4(a) receptors avert opioid-induced breathing depression without loss of analgesia.”. Science. 301 (5630): 226—9. Bibcode:2003Sci...301..226M. PMID 12855812. S2CID 13641423. doi:10.1126/science.1084674.

## Spoljašnje veze
- „5-HT4”. IUPHAR Database of Receptors and Ion Channels. International Union of Basic and Clinical Pharmacology. Архивирано из оригинала 05. 06. 2016. г. Приступљено 1. 7. 2018.